# Ribera Baja
Ribera Baja (em castelhano) ou Erriberabeitia (em basco) é um município da Espanha na província de Álava, comunidade autónoma do País Basco, de área 27,74 km² com população de 1130 habitantes (2007) e densidade populacional de 34,69 hab/km².

## Demografia
| Variação demográfica do município entre 1991 e 2004 | Variação demográfica do município entre 1991 e 2004 | Variação demográfica do município entre 1991 e 2004 | Variação demográfica do município entre 1991 e 2004 |
| --------------------------------------------------- | --------------------------------------------------- | --------------------------------------------------- | --------------------------------------------------- |
| 1991                                                | 1996                                                | 2001                                                | 2004                                                |
| 375                                                 | 465                                                 | 698                                                 | 966                                                 |